# Palacio de los Deportes de La Rioja
El Palacio de los Deportes de La Rioja es un recinto polideportivo que se encuentra en la ciudad de Logroño, en La Rioja, España. Fue inaugurado en el año 2003, siendo en la actualidad el recinto cubierto para la práctica del deporte más grande de la comunidad autónoma. Es el terreno de juego del Club Balonmano Ciudad de Logroño, que compite en la Liga ASOBAL.
Es la sede además de la llamada Casa de las Federaciones, en cuyas instalaciones se encuentran las diferentes federaciones deportivas locales.

## Características
El Palacio se encuentra situado en la zona sur de la ciudad, justo al lado del campo de fútbol de Las Gaunas, con fácil acceso a través de la circunvalación de la ciudad LO-20. Cuenta con un amplio aparcamiento que comparte con el campo de fútbol. Viene a suplir una de las grandes carencias de la ciudad de Logroño en lo que a instalaciones deportivas se refiere, ya que hasta su inauguración no se contaba con un recinto de estas características.
El aforo es de 3.809 espectadores, ampliable hasta los 4500 mediante el uso de gradas telescópicas. Cuenta con todo tipo de facilidades de acceso para personas con discapacidad, que cuentan con 12 plazas reservadas.

## Eventos

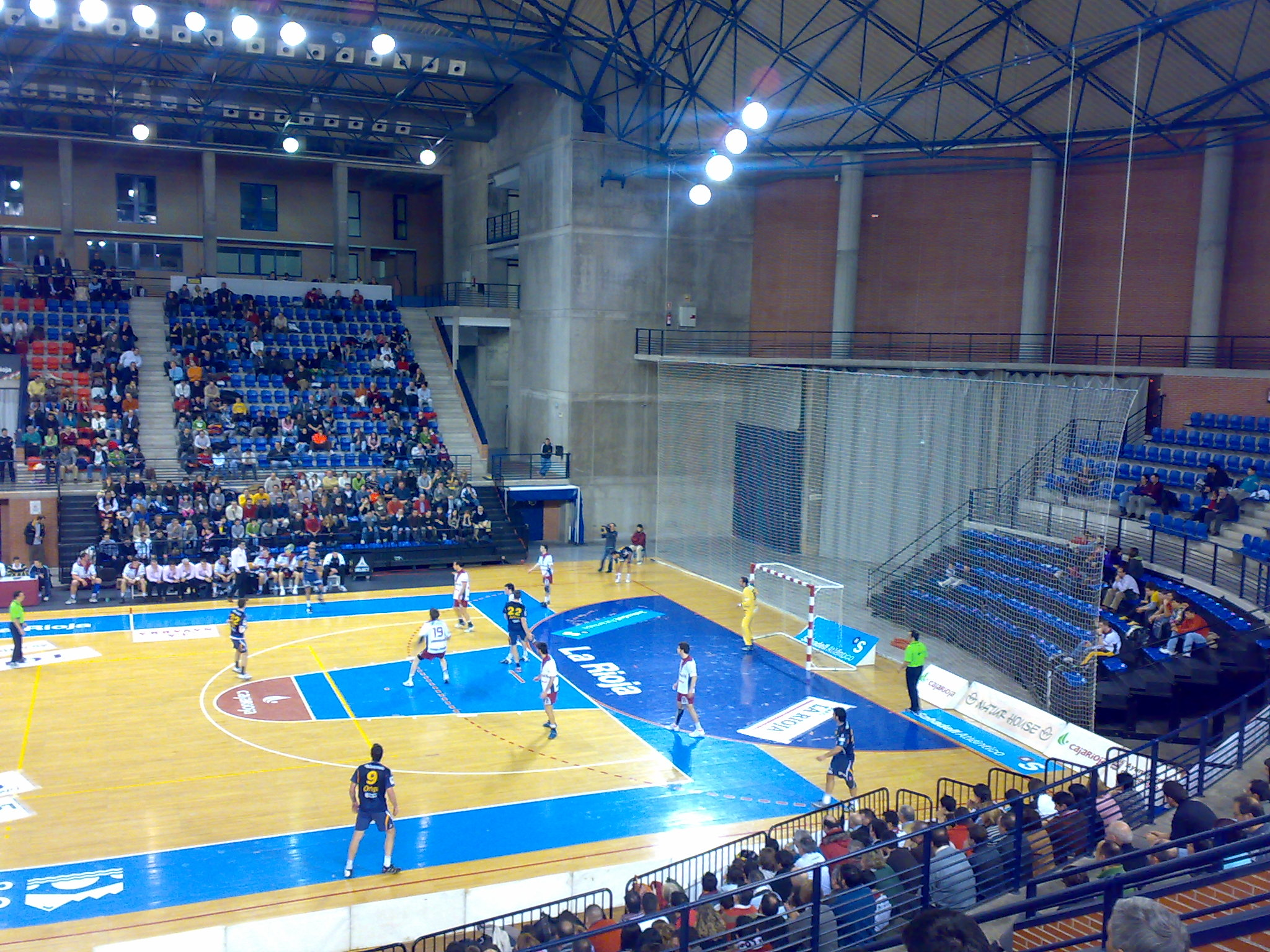
Partido del Ciudad de Logroño en el Palacio de los Deportes.

Además de los partidos del Ciudad de Logroño y los del CB Caja Rioja de baloncesto, el recinto ha albergado numerosos acontecimientos, tales como Campeonatos de España en categorías inferiores de diversos deportes, o partidos amistosos de selecciones nacionales, como la de balonmano, la de fútbol sala o la de baloncesto.
Al margen del deporte, es también escenario de multitud de conciertos. Artistas como Malú, Estopa, Pereza, Bunbury, Melendi, Hombres G,Fito y Fitipaldis, Karol G o Bad Bunny  han actuado allí, entre muchos otros. Además, es el recinto que se utiliza para los conciertos del festival de culturas contemporáneas Actual, que cada año se celebra en Logroño a principios de enero.
Además, viernes y fines de semana durante la noche, se reúnen  a su alrededor, decenas, en ocasiones cientos de jóvenes y no tan jóvenes amantes del mundo del motor con sus muchos vehículos modificados, que se juntan cómo una peña para cenar y hablar respecto al mundo de las modificaciones y tuning de vehículos.